# ابو دیس
ابو دیس (به لاتین: Abu Dis) شهری در استان قدس از توابع کرانه باختری است که در کشور فلسطین قرار دارد. طبق معامله قرن قرار بود که این شهر به عنوان پایتخت فلسطین انتخاب شود ولی توسط مسئولان فلسطین پذیرفته نشد.

## خواهرخوانده
شهرهای منطقه کمدن لندن و روزه، فرانسه خواهرخوانده‌های ابو دیس هستند.